# G.I. Joe: Renegades
G.I. Joe: Renegades é uma série animada estadunidense baseada na franquia G.I. Joe. A série estreou nos Estados Unidos pelo canal Hub Network em 26 de novembro de 2010 até 23 de julho de 2011, em Portugal no Panda Biggs em 3 de março de 2012 e no Brasil a série foi adquirida pela Band, que exibiu entre 2016 e 2019 aos sábados, porém somente para o estado de São Paulo. Entre 2020 e 2021, também foi exibida no canal Loading.
A série ficou disponível em streaming no Netflix Americano em 5 de abril de 2012 até fevereiro de 2015. O DVD e Blu-ray foram lançados pela Shout! Factory em 2013.

## Enredo
Uma grupo de jovens Joes foram forçados a fugir depois de uma missão de espionagem que não deu certo por causa da explosão das Indústrias Farmacêuticas Cobra. Agora marcados e julgados como renegados pela mídia por crimes que não cometeram, eles são forçados a lutar. Perseguidos pelos militares e mercenários das Indústrias Cobra, eles devem usar todas as suas habilidades para provar sua inocência e expor a verdadeira face das Indústrias Cobra, e seu líder misterioso, Adam DeCobray.
De acordo com a recente transmissão "Hub Exclusive" que promoveu a série na televisão, Transformers: Prime, em homenagem ao filme The A-Team, que foi utilizado no fundo desta encarnação dos personagens. O mais notável é que Roadblock é indicado para o paralelo B.A. Baracus em tamanho e aptidão mecânica, e Flint é formalmente um oficial real em vez de um subtenente, e é especificamente o oficial designado para prender os "Renegados", semelhante ao Coronel Lynch de A-Team. Além disso, Lady Jaye simpatiza com Duke e fornece apoio para ele e para os Renegados, muito parecida com a capitã Charissa Sosa do filme A-Team e Amy Allen na série dos anos 1980.

## Narração da abertura
Depois de dois episódios, a abertura da série foi narrada por David Kaye:
Acusados de um crime que não cometeram, um grupo de fugitivos travam uma batalha clandestina para limparem o seu nome e desmascarar o ardiloso inimigo que é... Cobra. Uns chamam-lhe fora da lei. Outros, heróis. Mas estes homens e mulheres determinados, consideram-se apenas "Soldados Normais". E esta é a sua história.

## Episódios
A Hasbro produziu os 26 episódios da primeira temporada de G.I. Joe: Renegades.

## Elenco

### Principais
- Charlie Adler - Cobra Commander, Buzzer, Monkeywrench, Jumpmaster (ep. 1) Cobra Trooper #1 (ep. 1), Swami Vipra (ep. 13), Guarda #2 (ep. 20)
- Clancy Brown - Destro, Truman (ep. 8), Whistleblower (ep. 11)
- Natalia Cigliuti - Scarlett
- Nika Futterman - Lady Jaye, Female Reporter (ep. 1, 7), Xerife de Clerk (ep. 10)
- David Kaye - Narrador, Professor Patrick O'Hara (ep. 25-26)
- Matthew Yang King - Tunnel Rat, Torch, Cobra Trooper #3 (ep. 1), Country Clerk (ep. 10), Technician (ep. 10), Guarda do Cobra #1 (ep. 16), Piloto (ep. 19), Operações de Tecnologia (ep. 24), Guarda do Cobra (ep. 26)
- Jason Marsden - Duke,[5] Ripper, Trooper #2 (ep. 1), Mitchell (ep. 2), Guarda da Prisão #1 (ep. 10), Intel (ep. 10)
- Johnny Messner - Flint
- Khary Payton - Ripcord, Líder da Tropa do Cobra (ep. 1), Guarda #1 (ep. 20)
- Kevin Michael Richardson - Roadblock, Road Pig, Computador, Major Hidalgo (ep. 1), Segurança da Tropa do Cobra (ep. 1), Mechanic (ep. 10), Telejornal (ep. 11), Membro da Multidão #1 (ep. 12), Franz (ep. 13), Guarda #1 (ep. 13), Moon (ep. 16), Marinheiro (ep. 16), Preacher Davis (ep. 23)
- Charlie Schlatter - Doctor Mindbender, Wild Bill, Lift-Ticket, Chefe de Segurança (ep. 1)
- Tatyana Yassukovich - Baroness, Recepcionista (ep. 1)

### Vozes adicionais
- Carlos Alazraqui - Shipwreck, Guarda do Cobra #2 (ep. 16), Capitão (ep. 16)
- Sterling Ardrey - Reggie (ep. 21)
- Troy Baker - Airtight
- Michael Bell - Max Hauser (ep. 6),[5] Guarda do Cobra (ep. 6), Entregador (ep. 6)
- Brian Bloom - Zartan
- Corey Burton - Law, Granger (ep. 10), Presidiário Paralítico (ep. 10)
- Danny Cooksey - Snake Eyes
- Ja'net Dubois - Vovó Hilton (ep. 23)
- Greg Ellis - Breaker, Supervisor do Cobra (ep. 3), Dr. Sharma (ep. 11)
- Michael Emerson - Doctor Venom
- Keith Ferguson - Heavy Duty
- Kim Mai Guest - Jinx
- Jennifer Hale - Wendy (ep. 9)
- Daniel Dae Kim - Teddy Lee (ep. 21)
- Andrew Kishino - Storm Shadow, Stalker, Private Tormod Skoog, Frostbite, Custodian (ep. 22), Líder da Tropa do Cobra (ep. 22)
- Phil LaMarr - Scrap-Iron, Doc
- Peter MacNicol - Firefly
- Lee Majors - General Abernathy
- Eddie Mata - Steeler
- Danica McKellar - Sister Leia (ep. 13), Mulher Aleatória (ep. 13)
- Scott Menville - Vince Hauser (ep. 6)
- Jim Meskimen - Norton (ep. 2), Repórter (ep. 2), SWAT MP (ep. 2)
- Nolan North - Snow Job
- Liam O'Brien - Red Star, CEO Alemão (ep. 18)
- Jerry O'Connell - Barbecue
- Alejandra Reynoso - Elena Schnurr (ep. 19)
- André Sogliuzzo - Major Bludd, Gerente de Loja (ep. 3)
- Stephen Stanton - Tomax e Xamot
- Keith Szarabajka - Warden (ep. 10), Presidiário (ep. 10), P.A. (ep. 10)
- James Arnold Taylor - Xerife Terry (ep. 9)
- Jessie Usher - Ray (ep. 21)
- B.J. Ward - Connie Hauser (ep. 6)[5]
- Fred Willard - Prefeito Lockridge (ep. 12)
- Travis Willingham - Sully (ep. 10), Guarda do Portão da Prisão (ep. 10), Cop #1 (ep. 10)
- Keone Young - Hard Master (ep. 4, 5), Arata (ep. 4)

## Equipe
- Trisha Burgio - Desenhista do Fundo
- Whitney Champion - Criador
- Phil S. Crain - Produtor de Linha
- Henry Gilroy - Editor de História, Desenvolvedor
- Marty Isenberg - Editor de História, Desenvolvedor
- Jeff Kline - Produção executivo, Desenvolvedor
- Ginny McSwain - Diretor de Dublagem
- Matt Meeks - Criador
- Randy Myers - Supervisor de Direção
- Clément Sauvé - Desenhista de Personagens (2010–2011)
- Therese Trujillo - Supervisor, Consultor e Produtor de Animação

## Produção
G.I. Joe: Renegades terminou a temporada com o episódio "Revelations - Part 2" em 23 de julho de 2011. A série ficou em estado de hiato de acordo com o departamento Hub PR, sem notícias de renovação para uma segunda temporada em julho de 2011. Em 26 de janeiro de 2012, quando perguntaram se os espectadores veriam uma segunda temporada, Henry Gilroy disse, "Na verdade, vocês provavelmente não vão."

## Transmissão Mundial
| País           | Canal                     | Data de estreia        | Título              |
| -------------- | ------------------------- | ---------------------- | ------------------- |
| Estados Unidos | The Hub                   | 26 de novembro de 2010 | G.I. Joe: Renegades |
| Canadá         | Teletoon                  | 9 de janeiro de 2011   | G.I. Joe: Renegades |
| Polónia        | teleTOON+                 | 1 de outubro de 2011   | G.I. Joe: Renegaci  |
| Portugal       | Panda Biggs               | 3 de março de 2012     | G.I. Joe: Renegades |
| Itália         | Italia 1                  | 24 de novembro de 2012 | G.I. Joe: Renegades |
| Brasil         | Rede Bandeirantes Loading | 17 de julho de 2016    | G.I. Joe: Renegados |

## Lançamentos regionais
Em 5 de junho de 2012, a Shout! Factory lançou a primeira temporada de "G.I. Joe: Renegades - Season 1, Volume 1" em DVD. "G.I. Joe: Renegades - Season 1, Volume 2" foi lançado em DVD em 25 de setembro de 2012 e toda a temporada foi lançada em Disco blu-ray.

## Mídias relacionadas

### Histórias em quadradinhos
Adaptada dos episódios da série de televisão, a IDW Publishing publicou quatro livros de banda desenhada sob o título de G.I. Joe: Renegades. As histórias em quadrinhos foram lançadas fora de ordem. Cada livro em quadrinhos contém 104 páginas.
- O volume 1 foi lançado em 10 de janeiro de 2012.[12]
- Os volumes 2 e 3 foram lançados em 22 de julho de 2012.[13][14]
- O volume 4 foi lançado em 9 de agosto de 2012.[15]

### Brinquedos
As figuras de ação de Duke, Ripcord, Scarlett, Snake Eyes e Tunnel Rat foram lançadas em 2011, baseada nos personagens de G.I. Joe: Renegades, com as figuras de ação adicionais de Law & Order e Airtight. As versões renegadas de Cobra Commander, Cobra Trooper, Firefly e Storm Shadow também foram lançadas como figuras de ação em 2011. Todas as figuras de ação foram marcadas como parte da linha do 30º Aniversário.